# كريستين كو
كريستين كو (بالإنجليزية: Christine Ko)‏ هي ممثلة أمريكية، ولدت في 3 أغسطس 1992 في شيكاغو في الولايات المتحدة.

## وصلات خارجية
- كريستين كو على موقع IMDb (الإنجليزية)
- كريستين كو على موقع قاعدة بيانات الفيلم (الإنجليزية)